# Frank E. Tolbert
Frank Emmanuel Tolbert (Liberia, 3 de febrero de 1910 - ibídem, 22 de abril de 1980) fue un político liberiano y hermano del presidente William R. Tolbert, Jr. e hijo mayor de William R. Tolbert Sr., presidente nacional del True Whig Party. Creció en Bensonville, asistió a la Iglesia Bautista Zion Praise, se graduó de Liberia College y se involucró en la política relativamente temprano en la vida. 
El Dr. Hipólito Barreiro, embajador argentino en Liberia durante el gobierno de Juan Domingo Perón, describe en su libro un pasaje acerca de Tolbert diciendo que era un caso muy especial. Odiaba a los blancos como el que más puede y mostraba su desprecio en cuanta oportunidad se le presentaba. 

La vivencia del doctor Barreiro en Liberia da fe que en Liberia, Tolbert, era conocido por su mal genio y por su conducta errática. A Frank Tolbert le encantaba que le temieran y que se lo hicieran saber. 

## Carrera política
Como su familia se hizo más cercana con la familia del Tribunal Supremo de Justicia de Liberia, William Tubman, Frank comenzó a ser prominente: cuando Tubman se postuló para presidenteen 1943, se rumoreaba que era la primera opción de Tubman para vicepresidente, aunque su hermano menor William fue finalmente elegido,  quizás debido al temperamento impredecible y violento de Frank.

### En el Senado
A pesar de haber sido descartado para vicepresidente, Frank permaneció activo en el TWP y en la política nacional. En 1976, era miembro del Senado y había sido elegido su Presidente Pro Tempore del Senado de Liberia.
Fue destituido abruptamente de su cargo en 1980 por un Golpe de Estado militar: el 12 de abril, un grupo de hombres alistados que se autodenominaban el "Consejo de Redención del Pueblo" asesinó al presidente Tolbert (hermano de Frank), arrestó a Frank Tolbert y a muchos otros altos funcionarios y se autoproclamaron el nuevo gobierno del país. Su máxima figura fue el presiente de facto Samuel Doe. 
Después de un juicio rápido en un tribunal canguro de cinco miembros, Tolbert y los demás fueron culpados de traición, corrupción y violación a los Derechos Humanos. Como consecuencia, fueron ejecutados sumariamente por un pelotón de fusilamiento en la playa de Monrovia, capital de Liberia, diez días después del golpe.